# Silvano Pietra
Silvano Pietra – miejscowość i gmina we Włoszech, w regionie Lombardia, w prowincji Pawia.
Według danych na rok 2004 gminę zamieszkiwały 703 osoby, 54,1 os./km².